# Margaretha Schambor
Margaretha Schambor (tschechische Namensform: Markéta Šambor) (* um 1818 in Hartmanitz, Böhmen; † 14. März 1848 in Wien) war eine österreichische Wäscherin in Reindorf zu Wien, eine österreichische Revolutionärin und eine Märzgefallene der Revolution 1848.

## Leben
Margaretha Schambor war die ältere Schwester von Rosina Schambor. Sie war ledig, römisch-katholisch und arbeitete als Wäscherin. Am 13. März 1848, dem Tag, der als Beginn der 1848er Revolution in Wien gilt, nahm sie, gemeinsam mit ihrer Schwester Rosina, am Aufstand in Verbindung mit dem Sturm auf das Ständehaus teil. Margaretha Schambor wurde in der Kirchengasse [Reindorfgasse] in Reindorf am 14. März erschossen. Wahrscheinlich wurde sie am 17. März, gemeinsam mit den anderen Märzgefallenen, auf dem Schmelzer Friedhof begraben. Die Trauerfeier wurde von katholischen, evangelischen und jüdischen Geistlichen abgehalten.

## Ehrungen
Nach Margaretha Schambor und ihrer Schwester Rosina wurde im Jahr 1929 im Viertel um den Achtundvierzigerplatz in Breitensee in Wien, die Schamborgasse benannt. Der Name des Platzes erinnert an die Opfer der Revolution von 1848. Dies ist die einzige Straße, die hier an revolutionäre Frauen unter den Achtundvierzigern erinnert.